# Ava Devine
Ava Devine (Long Island, Nueva York; 22 de enero de 1974) es una actriz pornográfica estadounidense.

## Biografía
Famosa principalmente por sus senos quirúrgicamente aumentados, su "lenguaje sucio" y su consentimiento para realizar una gran variedad de actos sexuales durante sus escenas eróticas. Ha sido bautizada con el pseudónimo de "la dama del lago" de la pornografía, ya que ella personifica el mito de la mujer promiscua dispuesta a tener relaciones sexuales con cualquiera en cualquier momento.
En el 2005, ganó un premio de la prestigiosa AVN en la categoría Mejor Escena Erótica Oral por su desempeño en "Francesca Le's Cum Swallowing Whores 2". Actualmente, Ava es representada por LA Direct Models.
En el 2005, Ava tuvo lo que ella llamó "una cirugía negligente (la cirugía salió mal)" que supuso un alto en su carrera cinematográfica. En octubre de 2005 tuvo una cirugía de reducción y levantamiento de senos, reduciendo su busto a 36DD. Volvió a trabajar en enero de 2006 y con planes para continuar.
En los últimos años, Ava ha llegado a ser famosa por sus múltiples apariciones como una Milf en las series en línea como Milf Hunter y My Friend's Hot Mom. Recientemente apareció en una película al lado de la nueva y ascendente estrella, Luther Walker, llamada "Big Black Cock 18" (2007).

## Premios
- 2005 Premios AVN a la Mejor Escena de Sexo (con Francesca Le, Guy DiSilva, Rod Fontana, Steven French, Scott Lyons, Mario Rossi & Arnold Schwarzenpecker).